# Ferdinand Johann Wiedemann
Ferdinand Johann Wiedemann (30. března 1805, Haapsalu – 29. prosince 1887, Petrohrad) byl německo-švédský lingvista, který zkoumal hlavně estonštinu a jiné ugrofinské jazyky.

## Život
Wiedemann se narodil v Haapsalu roku 1805 jako syn soudního úředníka. Po studiu na Gymnáziu v Tallinnu (1819–1821) šel studovat práva na univerzitu v Tartu (1824–1826), ovšem už od začátku se více zajímal o jazykovědu. Studoval v pedagogicko-filologickém semináři klasické jazyky, ale také italštinu, arabštinu, angličtinu a arménštinu, takže už za časů studií si získal pověst polyglota. Kariéra právníka mu nevyšla, a tak pracoval jako učitel na gymnáziu v Jelgavě (1830–1837), později na gymnáziu v Tallinnu (1837–1857). Tou dobou se už začal zabývat jazykovědou, ale také zkoumáním pobaltské flóry. Napsal gramatiky komijštiny, marijštiny a udmurtštiny. Právě ty vzbudily pozornost na Petrohradské akademii věd a Wiedemann se v roce 1854 stal jejím korespondenčním členem. O pět let později byl již stálým akademikem v oboru ugrofinských jazyků a později psal i o dalších ugrofinských jazycích (votština, livonština, chantyjština, mordvinština, permština). Estonštinu začal zkoumat až jako 50letý muž ještě v Tallinnu, s výzkumem dále pokračoval i v Petrohradu. Přesto, že neměl doktorát z jazykovědy, ani nikdy nedostal profesuru na univerzitě v Tartu, byl jejím čestným členem a už za svého života byl uznávaným jazykovědcem. Na Petrohradské akademii věd pak působil až do své smrti roku 1887.
Na jeho počest po něm bylo pojmenováno gymnázium v Haapsalu. Od roku 1989 se každoročně uděluje cena Ferdinanda Johanna Wiedemanna za výzkum a výuku estonštiny. Výše ocenění byla od roku 2004 stanovena na 32 000 euro.

## Dílo
První studie, ve které se Wiedemann zabýval estonštinou, je z roku 1855. Jde o detailní analýzu o dva roky starší gramatiky estonštiny Eduarda Ahrense, kterou hodnotí kladně, ale předkládá několik návrhů na vylepšení. Oceňuje například Ahrensovy návrhy na psaní krátkých vokálů jedním písmenem a dlouhých vokálů dvěma písmeny. Na druhou stranu Ahrensovi vytýká příliš velkou závislost na finštině a kritizuje jeho tvrzení, že estonština je dcerou finštiny. Podle Wiedemanna je estonština naprosto samostatný ugrofinský jazyk, pro který je finština nejbližším příbuzným jazykem.
Akademikům Wiedemann představil svůj plán o sestavení velkého estonského slovníku a gramatiky. Sestavení slovníku argumentoval například tím, že v posledních letech bylo sebráno množství folklorního materiálu, a zároveň byl vydán Kreutzwaldův epos Kalevipoeg, který je ovšem těžké číst, jelikož obsahuje mnoho slov, která ve stávajících slovnících nelze najít. Také v estonsky psané literatuře se objevují slova, která ve slovnících chybí. Podle Wiedemanna neexistuje ani pořádná popisná estonská gramatika, protože jižní a severní estonština jsou natolik odlišné, že nepovažuje za možné je obě popsat jednou gramatikou. Wiedemannovým cílem však nebylo estonštinu pouze popsat, ale také rozvíjet a obohacovat.
Wiedemann začal své sběratelské cesty roku 1861. Osm let trávil všechna léta na cestách a systematicky procházel estonské nářeční oblasti včetně ostrovů. Ve Võru se setkal s Kreutzwaldem, který zde pracoval jako lékař, a s jeho pomocí Wiedemann objasnil význam slov z Kalevipoega a správnou výslovnost jihoestonských slov. Kreutzwald také Wiedemannovi poskytl svůj sebraný materiál. Po seznámení s jihoestonskými nářečími se o ně Wieddemann začal blíže zajímat a roku 1864 vydal studii o võruském nářečí Versuch ueber den werroestnischen Dialekt („Přehled o võruském nářečí“), ve které byla slovní zásoba, výslovnost a tolik rozdílů ve struktuře jazyka, že by se podle Wiedemanna dalo hovořit spíše o jiném jazyku, než o pouhém nářečí. I později jazykovědci poukazovali na to, že jižní estonština dříve mohla být samostatným ugrofinským jazykem.
Velký estonsko-německý slovník „Ehstnisch-deutsches Wörtebuch von F. J. Wiedemann“ vyšel v roce 1869. Wiedemannovým cílem bylo shromáždit všechna slova slovní zásoby první poloviny 19. století. Kromě vlastního sebraného materiálu použil i starší slovníky a sběr slov z beletrie. Slovník se dočkal dalších tří výtisků (1893, 1923, 1973). Po vydání slovníku začal Wiedemann připravovat i estonskou gramatiku. Větší část materiálu k sestavení gramatiky sebral společně s materiálem pro slovník, ale ve své sběratelské činnosti pokračoval i v době, kdy byl slovník v tisku. Asi 700stránková gramatika „Grammatik der ehstnischen Sprache“ vyšla v Petrohradu roku 1875 a je poslední gramatikou ve zhruba dvě a půl století trvající tradici cizojazyčných gramatik. Je to vědecká gramatika, která po 120 let nebyla překonána. Dnešní estonská gramatika byla vydána až v letech 1993–1995. Úvod gramatiky obsahuje přehled nářečí a nářečních rozdílů, představuje hlavní rozdíly ve výslovnosti a tvarech mezi jižní a severní estonštinou. Samotná gramatika je pak rozdělena na čtyři části: fonetika, slovotvorba, morfologie a syntax. Wiedemannovi zbylo velké množství materiálu, které nepoužil v gramatice, a tento materiál pak vydal o rok později, tedy v roce 1876, v samostatné 500stránkové knize „Aus dem inneren und äusseren Leben der Ehsten“ (O vnitřním a vnějším životě Estonců). Kniha obsahuje stará slova, rčení, hádanky, hry, zvyky, slova pochválení i klení atd. a může být jakýmsi doplněním slovníku, ve kterém nebylo možné popsat všechny pojmy z životního stylu Estonců tak důkladně. Píše o námluvách, narození, smrti, zvycích spojených se svatbou, o písních, o praktikách v domácnosti i v obdělávání půdy, o léčitelství i čarodějnictví. Dílo tak nabízí cenný materiál pro folkloristiku.
Wiedemann napsal během sedmi let tři velká díla zabývající se estonštinou a Estonskem. Ve stejné době shromažďoval materiály také o dalších ugrofinských jazycích. Po tom, co dokončil práci na estonštině, vydal velký komijsko-německý slovník a udmurtsko-německý slovník. Dále vydal i gramatiku komijštiny, ve které také porovnává komijštinu s permštinou, čímž je tato gramatika úplně první srovnávací gramatikou ze skupiny ugrofinských jazyků.
- Ehstnisch-deutsches Wörterbuch, 1869 (Estonsko-německý slovník)[3]
- Grammatik der Ehstnischen Sprache, 1875 (Estonská gramatika)[4]
- Aus Dem Inneren und Äusseren Leben der Ehsten, 1876 (O vnitřním a vnějším životě Estonců)